# The Tall Man (serie televisiva)
The Tall Man è una serie televisiva statunitense in 75 episodi trasmessi per la prima volta nel corso di 2 stagioni dal 1960 al 1962.
È una serie del genere western ambientata nel Nuovo Messico negli anni 1870 e incentrata sulle vicende dello sceriffo Pat Garrett, soprannominato the Tall Man e della sua nemesi, il fuorilegge Billy the Kid. Questa versione televisiva risulta di fatto nettamente romanzata in particolare rispetto alle vicende e al personaggio reale di Billy the Kid, qui descritto molto più umano. Inoltre non c'è alcun riferimento all'uccisione di Billy da parte dello stesso Garret, avvenuto nella realtà il 14 luglio 1881.

## Trama
Lincoln, Nuovo Messico, anni 1870. In città arriva Pat Garrett come nuovo vice sceriffo. Il proprietario del saloon locale, Paul Mason, che di fatto esercita il suo potere sulla comunità con l'assenso del marshal Dave Leggert, assume il fuorilegge Billy the Kid come sicario per eliminare il nuovo arrivato. In realtà Pat e Billy cominceranno a stabilire un rapporto ambiguo che li porterà nel corso della serie, ad essere a tratti alleati oltre che nemici dichiarati, con il primo che cercherà costantemente di portare l'ultimo entro i confini della legalità.

## Personaggi e interpreti
- Pat Garrett (75 episodi, 1960-1962), interpretato da Barry Sullivan.
- William Bonney aka Billy the Kid (75 episodi, 1960-1962), interpretato da Clu Gulager.

### Altri interpreti e guest star
Mark Tapscott (10 episodi), Judy Nugent (5), Marianna Hill (5 episodi nel ruolo di Rita, l'interesse amoroso di Billy), Andy Clyde (5), Hal K. Dawson (5), Ken Lynch (3), Olive Sturgess (3), Leonard P. Geer (3), George Macready (2), Jim Davis (2), Martin Landau (2), Leonard Nimoy (2), James Griffith (2), Cynthia Chenault (2), Ralph Votrian (2), Harry Antrim (2), Tom Gilson (2), Gregory Morton (2), George Kennedy (2), Herbert Lytton (2), Don Kennedy (2), Monica Lewis (2), Charles Watts (2), Russell Collins (2), Linda Dangcil (2), Tom London (2), K.L. Smith (2), Craig Duncan (2), Boyd 'Red' Morgan (2), Harry von Zell (2), Allan Ray (2), Thomas E. Jackson (2), Hank Patterson (2), Ford Rainey (2), Gary Clarke (1), Alex Montoya (1), Ed Nelson (1), Harry Townes (1), Claude Akins (1), R.G. Armstrong (1), Richard Bakalyan (1), Ray Daley (1), Robert Middleton (1), Harold J. Stone (1), Regis Toomey (1), Gregory Walcott (1), Otto Waldis (1), George Wallace (1), John Archer (1), Patricia Barry (1), Alan Baxter (1), Lyle Bettger (1), Jim Boles (1), Jocelyn Brando (1), Edgar Buchanan (1), Paul Carr (1), Eduardo Ciannelli (1), Patricia Donahue (1), Jena Engstrom (1), Frank Ferguson (1), Mona Freeman (1), Sue George (1), Ron Harper (1), Don C. Harvey (1), Kathleen Hughes (1), Sherry Jackson (1), Richard Jaeckel (1), Berry Kroeger (1), Robert Lansing (1), Wesley Lau (1), Nan Leslie (1), Phyllis Love (1), Rafael López (1), Howard McNear (1), Don Megowan (1), Jan Merlin (1), Vic Morrow (1), Nancy Reagan (1), James Westerfield (1), Robert J. Wilke (1), Mabel Albertson (1), John Anderson (1), William Bramley (1), Jan Clayton (1), Míriam Colón (1), Joe Dominguez (1), Doris Dowling (1), Pamela Duncan (1), John Fiedler (1), Bob Hastings (1), Barbara Lawrence (1), Adele Mara (1), Richard Ney (1), Joan O'Brien (1), Pippa Scott (1), Susan Silo (1), Irene Tedrow (1), Malcolm Atterbury (1), Richard Devon (1), King Donovan (1), Rex Holman (1), Frank Killmond (1), Jack Mather (1), Robert McQueeney (1), George Mitchell (1), Narda Onyx (1), Ron Soble (1), Charles Aidman (1), Chris Alcaide (1), Claire Carleton (1), Richard Carlyle (1), Paul Comi (1), Jeanne Cooper (1), Susan Crane (1), Frank De Kova (1), Faith Domergue (1), Michael Forest (1), Lew Gallo (1), Bennye Gatteys (1), Mimi Gibson (1), Jack Hogan (1), Tommy Ivo (1), Sandy Kenyon (1), Kay E. Kuter (1), John Lasell (1), Donna Martell (1), Judi Meredith (1), Emile Meyer (1), Patricia Michon (1), J. Pat O'Malley (1), Michael Pate (1), William Phipps (1), Stafford Repp (1), Wallace Rooney (1), Cecil Smith (1), Ron Starr (1), Jerry Summers (1), Mary Webster (1), Will Wright (1), Gaylord Cavallaro (1), Russ Conway (1), Floy Dean (1), Robert Emhardt (1), Jose Gonzales-Gonzales (1), Madge Kennedy (1), June Kenney (1), Harp McGuire (1), Hal John Norman (1), Slim Pickens (1), Kelly Thordsen (1), Gary Vinson (1), Katherine Warren (1), Beverly Wills (1), Lane Bradford (1), Paul Bryar (1), Harry Carey Jr. (1).

## Produzione
La serie fu ideata e prodotta da Samuel A. Peeples per la Revue Studios tramite la Lincoln County Production Company. Fu girata negli Universal Studios a Universal City, in California Le musiche furono composte da Juan García Esquivel.

### Registi
Tra i registi sono accreditati:
- Franklin Adreon in 10 episodi (1960-1961)
- Tay Garnett in 8 episodi (1961-1962)
- Sidney Lanfield in 8 episodi (1961-1962)
- Lesley Selander in 7 episodi (1961-1962)
- Edward Montagne in 7 episodi (1962)
- Frank Arrigo in 6 episodi (1960-1961)
- R.G. Springsteen in 6 episodi (1961-1962)
- Richard Irving in 4 episodi (1960-1961)
- William Witney in 4 episodi (1961)
- Herschel Daugherty in 3 episodi (1960)
- Henry S. Kesler in 2 episodi (1960)
- Richard Bartlett in 2 episodi (1961)
- Richard Donner in 2 episodi (1961)
- Ted Post in 2 episodi (1961)
- Frank McDonald in 2 episodi (1962)
- Sydney Pollack in 2 episodi (1962)

### Sceneggiatori
Tra gli sceneggiatori sono accreditati:
- Samuel A. Peeples (50 episodi (1960-1962)
- Frank Price in 17 episodi (1960-1962)
- Tom Seller in 7 episodi (1961-1962)
- Arthur Browne Jr. in 5 episodi (1961-1962)
- Richard Fielder in 5 episodi (1961-1962)
- Paul King in 5 episodi (1962)
- D.C. Fontana in 4 episodi (1960-1961)
- Barry Shipman in 4 episodi (1960-1961)
- David Lang in 4 episodi (1961-1962)
- Cyril Hume in 2 episodi (1961-1962)
- Les Crutchfield in 2 episodi (1961)
- Robert E. Thompson in 2 episodi (1961)
- Martin Berkeley in un episodio (1960)
- Borden Chase in un episodio (1960)
- Peter Barry in un episodio (1961)
- Milton S. Gelman in un episodio (1961)
- Thomas Thompson in un episodio (1961)
- Mark Weingart in un episodio (1961)
- Shimon Wincelberg in un episodio (1961)
- Margaret Armen in un episodio (1962)
- D.D. Beauchamp in un episodio (1962)
- Joseph Stone in un episodio (1962)

## Distribuzione
La serie fu trasmessa negli Stati Uniti dal 10 settembre 1960 al 1º settembre 1962 sulla rete televisiva NBC.
Altre distribuzioni:
- in Finlandia il 28 maggio 1962 (Lainvalvoja)
- in Spagna (El hombre alto)

## Episodi
| Stagione         | Episodi | Prima TV USA |
| ---------------- | ------- | ------------ |
| Prima stagione   | 37      | 1960-1961    |
| Seconda stagione | 38      | 1961-1962    |